# NGC 5149
NGC 5149 este o radiogalaxie situată în constelația Câinii de Vânătoare. A fost descoperită în 1 mai 1785 de către William Herschel. Se află la o distanță de 83,96 de megaparseci de Pământ.